# Cinégram
Die Aktiengesellschaft Cinégram war eine Schweizer Filmproduktionsgesellschaft in Genf. Gegründet wurde sie am 10. Februar 1928. Über sie hat man u. a. die Schweizer Filmwochenschau produziert und verliehen (1940–1975). Sie bestand bis zum 24. August 1994.
Die Gesellschaft wurde von Arthur-Adrien Porchet, Charles und Alfred Masset gegründet. Porchet war Mitbegründer der ersten Schweizer Filmwochenschau.
1931 führte Cinégram das englische Tonfilmsystem Visatone ein. 1938 folgte das Farbfilmverfahren Dufaycolor.
Die Anfänge waren der Betrieb Porchets, A. A. P. Films, um Zwischentitel, Blenden, Tricks und schließlich Kopien. Die Cinégram entwickelte sich zum größten filmtechnischen Unternehmen in der Schweiz mit dem Hauptsitz in Genf und einer Tochterfirma in Zürich, die frühere Turicop. Den ersten Schlag der Zerstörung erhielt der Betrieb 1988 mit der Entscheidung beim Schweizer Fernsehen, von der Filmreportage auf ENG umzustellen. Hausgemachte Fehler machten ihr starke Kunden abspenstig, auch die klassische Selbstbedienungsmentalität in der Direktion trug dazu bei, dass sie in finanzielle Not kam.